# Sydgeorgien och Sydsandwichöarna

Sydgeorgien och Sydsandwichöarnas flagga.

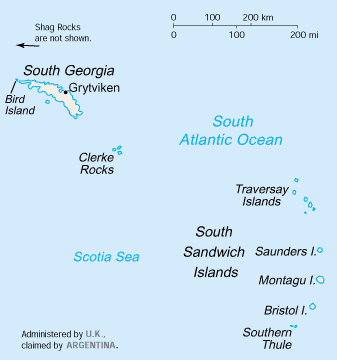
Karta över Sydgeorgien och Sydsandwichöarna.

Sydgeorgien och Sydsandwichöarna (engelska: South Georgia and the South Sandwich Islands) är ett brittiskt utomeuropeiskt territorium, skapat 3 oktober 1985 och bestående av Sydgeorgien och Sydsandwichöarna. Det administreras från Falklandsöarna. Huvudorten ligger på Sydgeorgien och heter King Edward Point, belägen en bit från den före detta valfångststationen Grytviken (namngiven under Första svenska Antarktisexpeditionen).
Enligt officiell argentinsk uppfattning utgör Falklandsöarna tillsammans med Sydgeorgien och Sydsandwichsöarna ett departement inom den argentinska provinsen Eldslandet Provincia de Tierra del Fuego, Antártida e Islas del Atlántico Sur och medräknas i provinsens yta i offentlig statistik. Detta påverkar ej det nuvarande styrelseskicket i praktiken.

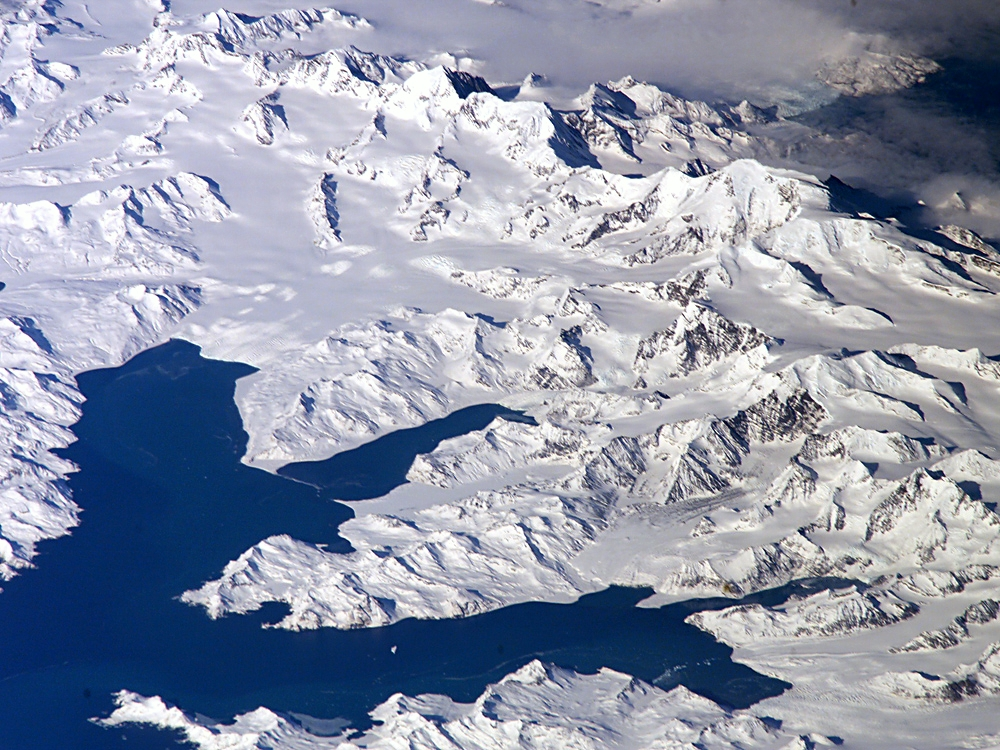
Centrala Sydgeorgien: Cumberlandbukten med Thatcherhalvön och Grytviken.
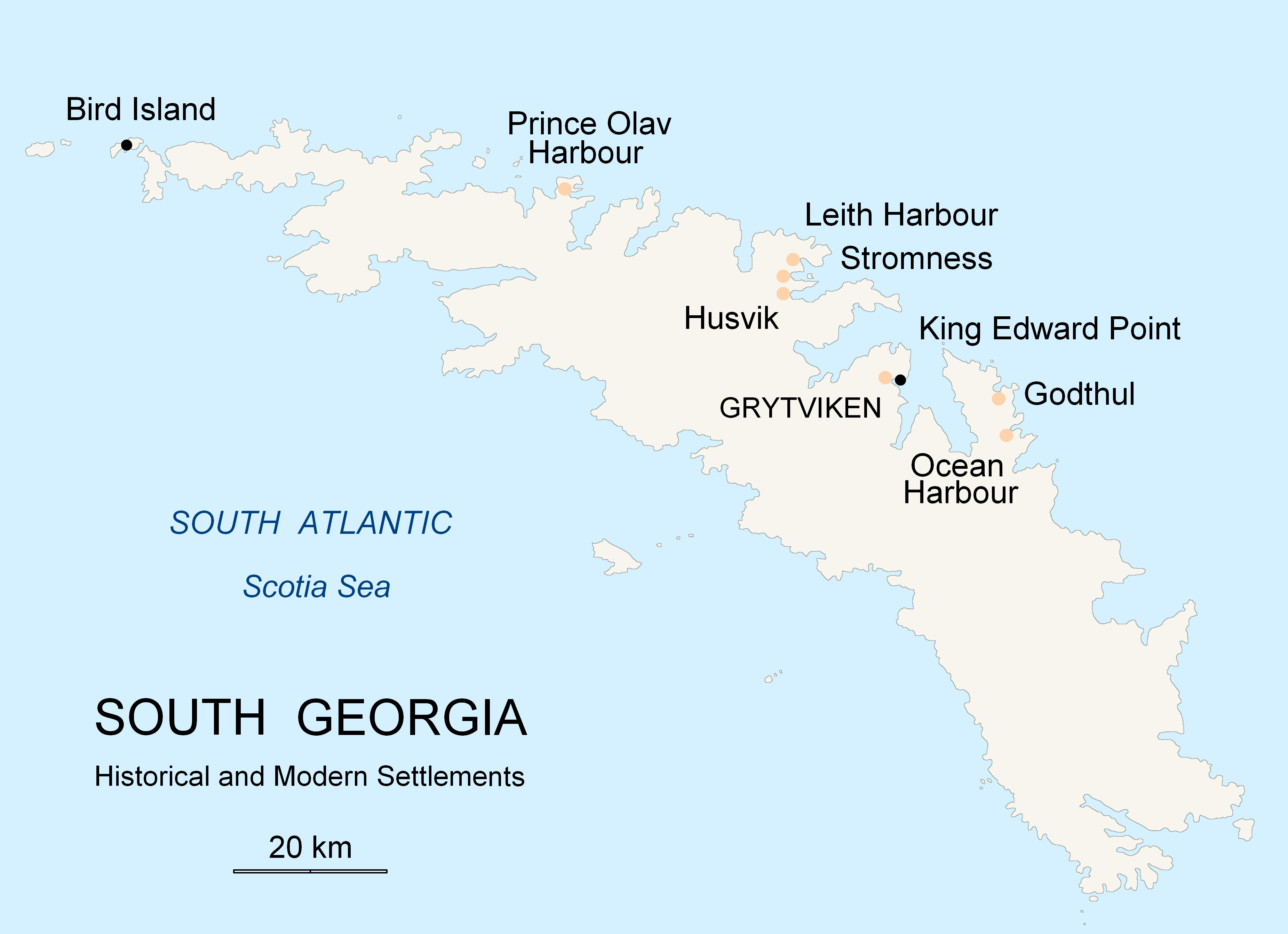
Historiska och nutida bosättningar på Sydgeorgien.